# Gråhøe (Sel en Dovre)
De Gråhøe is een berg behorende bij de gemeenten Sel en Dovre in de provincie Oppland in Noorwegen. De berg, gelegen in Nationaal park Rondane, heeft een hoogte van 1751 meter.
De Gråhøe is onderdeel van het gebergte Rondane.